# رالف كوان
رالف كوان (30 مارس 1960 في ألمانيا - ) (بالإنجليزية: Ralph Cowan)‏ هو لاعب كريكت بريطاني. لعب مع نادي مقاطعة ساسكس للكركيت ‏ ونادي الكريكت في جامعة أكسفورد ‏.

## وصلات خارجية
- رالف كوان على موقع إي آس بي آن كريك إنفو (الإنجليزية)